# Ptilomymar dictyon
Ptilomymar dictyon är en stekelart som beskrevs av Hayat och Anis 1999. Ptilomymar dictyon ingår i släktet Ptilomymar och familjen dvärgsteklar. Inga underarter finns listade i Catalogue of Life.